# Dijkse Boys
Voetbalvereniging Dijkse Boys foi um clube holandês de futebol de Helmond, Brabante do Norte, na Holanda. Foi fundado em 8 de maio de 1948 e tem participado exclusivamente de competições a nível amador em toda a sua história, tornando-se a segunda equipe na cidade após a profissionalização do rival Helmond Sport. O clube fazia parte do campeonato Hoofdklasse na temporada 2009-10, completando-a em quinto lugar no grupo B, de domingo, e depois ganhou a promoção para a recém-criada Topklasse para a temporada inaugural 2010-11 através de playoffs.

## Elenco
Temporada 2010/2011

Nota: Bandeiras indicam equipe nacional, conforme definido pelas regras de elegibilidade da FIFA. Os jogadores podem ter mais de uma nacionalidade não-FIFA.
| N.º |               | Posição | Jogador         |
| --- | ------------- | ------- | --------------- |
|     | Países Baixos | G       | Jaap Janssen    |
|     | Países Baixos | G       | Ariën Pietersma |
|     | Países Baixos | M       | Yusuf Altunel   |
|     | Países Baixos | M       | Abdes Assouiki  |
|     | Países Baixos | M       | Danny van Bakel |
|     | Países Baixos | M       | Gokan Balci     |
|     | Países Baixos | A       | Youssef Chida   |
|     | Países Baixos | D       | Eltjo Gnodde    |
|     | Países Baixos | A       | Paul Jans       |
|     | Países Baixos | M       | Gaetan Klaassen |

| N.º |                     | Posição | Jogador                 |
| --- | ------------------- | ------- | ----------------------- |
|     | Países Baixos       | D       | Wouter Lamers           |
|     | Países Baixos       | A       | Robbie Lutgens          |
|     | Países Baixos       | A       | Mathijs van der Meijden |
|     | Países Baixos       | A       | Jihad Ouchene           |
|     | Países Baixos       | M       | Tom Timmermans          |
|     | Antilhas Holandesas | A       | Nyron Wau               |
|     | Países Baixos       | D       | Antoine Wellens         |
|     | Países Baixos       | D       | William van de Wetering |
|     | Países Baixos       | A       | Freek Winckens          |
|     | Países Baixos       | D       | Serginho Zwennicker     |